# Янайкінський сільський округ
Яна́йкінський сільський округ (каз. Янайкин ауылдық округі, рос. Янайкинский сельский округ) — адміністративна одиниця у складі Байтерецького району Західноказахстанської області Казахстану. Адміністративний центр — село Янайкіно.
Населення — 1031 особа (2021; 1309 у 2009, 1327 у 1999, 1408 у 1989).
Станом на 1989 рік існувала Янайкінська сільська рада (села Богатськ, Скворкіно, Янайкіно).

## Склад
До складу округу входять такі населені пункти:
| Населений пункт | Старі назви | Населення, осіб (1989) | Населення, осіб (1999) | Населення, осіб (2009) | Населення, осіб (2021) |
| --------------- | ----------- | ---------------------- | ---------------------- | ---------------------- | ---------------------- |
| Богатськ, село  | -           | 175                    | 149                    | 87                     | 49                     |
| Скворкіно, село | -           | 195                    | 168                    | 166                    | 111                    |
| Янайкіно, село  | -           | 1038                   | 1010                   | 1056                   | 871                    |